# Великий сгон
Великий сгон — насильственное переселение (депортация) жителей Правобережья (Поднепровья) на Левобережную Украину, организованное гетманом Иваном Самойловичем в 1678—1679 годах.
Самойлович пытался воссоединить казацкую Украину силой, опираясь на московские войска. Поэтому одной из целей переселения было истощить своих противников, и оставить их без подданных. Однако присоединить Правобережье Иван Самойлович так и не смог, поскольку в борьбе за него сталкивались интересы Речи Посполитой, Московского государства и Османской империи.
Следует иметь в виду, что в период Руины (1660—1680-е годы) из Правобережья на Левобережье происходили более или менее массовые добровольные переселения; особенно массовые произошли в 1674 и 1675 годах, когда население убегало от войска Речи Посполитой.

## Предпосылки
В 1674—1678 годах Правобережная Украина была ареной борьбы между Османской империей и Московским царством с участием украинского казачества. Это вылилось в активные военные действия, известные как Чигиринские походы.
В январе 1679 года Юрий Хмельницкий с османским отрядом и татарской ордой вторгся на Левобережье в Переяславский полк. Самойлович отправил против нападающих Полтавский, Гадячский, Миргородский и Компанейский полки, а также московских ратников Григория Косагова. В результате Юрий Хмельницкий вынужден был отступить на правый берег Днепра.
Чтобы лишить Юрия Хмельницкого поддержки, а также средств для содержания османских гарнизонов, гетман Иван Самойлович прибегает к жестокой акции на Правобережье — уничтожению сел и переводу населения на левый берег.
Данные действия стали известны как Великий сгон населения Правобережья на Гетманщину и были выполнены по приказу московского правительства весной 1679 года. Эту операцию выполнил Семен Самойлович, сын гетмана Ивана Самойловича.